# HMS Gloucester (1654)
Az 1654-ben épült Gloucester az angol (brit) flotta első, ezt a nevet viselő hajója volt. A Cromwell programjában eredetileg harmadosztályúnak épült hajók közül egyedül ez maradt fenn (még ha a tenger fenekén is).

## Története
Oliver Cromwell hajóépítő programjának részeként építését 1652 decemberében rendelték meg a Limehouse-i (Kelet-London) Matthew Graves hajóépítő mestertől; 5473 £-ba került.
Az eredetileg 50 ágyús, a 3. hajóosztályba sorolt, Speaker-osztályú fregattot 1654 márciusában bocsátották vízre, ekként az 1. angol–holland háborúban még nem vett részt, viszont az 1654–1660 között vívott angol–spanyol háború több csatájában már igen.
A 2. angol–holland háborúban bizonyítottan ott volt
- 1666. június 1–4. között a négy napos csatában, amelyben a George Monck és Rupert herceg vezette angol hajóhad vereséget szenvedett a Michiel de Ruyter vezette hollandoktól.

1667-ben 57 ágyúsra építették át (19 „demi-cannon”, 4 „culverin” (csatakígyó) és 34 „demi-culverin”. Ezután gyakran sorhajóként hivatkoznak rá.
A 3. angol–holland háborúban bizonyítottan részt vett:
- 1672. május 28-án részt vett az ugyancsak de Ruyter admirális vezette holland flottával vívott (és vereséggel végződött) solebayi csatában.
- 1673. augusztus 21-én részt vett az ugyancsak de Ruyterrel vívott és ugyancsak elvesztett texeli csatában.

Ezután a háború után is átépítették; 1677-től már 60 ágyúja volt. A bővítések hatására eredeti, 210 fős legénysége fokozatosan 340 főre gyarapodott.
1682-ben a yorki herceget (a későbbi II. Jakab angol királyt) szállította, amikor Great Yarmouth partjai előtt a sekély vízben manőverezve zátonyra futott, kettétört és gyorsan elsüllyedt. A legénység tagjai és az utasok közül sokan életüket vesztették; az áldozatok számát 130 és 250 közé becsülik. A herceget sikerült partra menekíteni.
Roncsait 2007-ben találta meg a  Julian Barnwell és Lincoln Barnwell testvérpár vezette privát búvárcsapat. Harangját 2012-ben találták meg, ez tette lehetővé a jó állapotban megőrzött roncs végleges azonosítását. A jó állapotú roncs kiemelését nem tervezik, mert mélyen beágyazódott a laza üledékbe. A felszínre hozott tárgyakból 2023 tavaszán nyitnak kiállítást a Norwichi Kastélymúzeumban. A hajóharang mellett:
- ágyúkat,
- navigációs eszközöket,
- ruhákat és lábbeliket,
- edényeket és étkészletet,
- bontatlan borosüvegeket,
- egy, a fatokjában lévő szemüveget

és sok egyéb tárgyat mutatnak be.

## Fordítás
Ez a szócikk részben vagy egészben  a   HMS Gloucester (1654) című angol Wikipédia-szócikk ezen változatának fordításán alapul.  Az eredeti cikk szerkesztőit annak laptörténete sorolja fel. Ez a jelzés csupán a megfogalmazás eredetét és a szerzői jogokat jelzi, nem szolgál a cikkben szereplő információk forrásmegjelöléseként.